# Egzamin potwierdzający kwalifikacje zawodowe
Egzamin potwierdzający kwalifikacje zawodowe (tzw. nowy egzamin zawodowy) – zewnętrzny egzamin państwowy przeprowadzany w Polsce od 2004 r. przez Okręgowe Komisje Egzaminacyjne, pod nadzorem Centralnej Komisji Egzaminacyjnej, wśród absolwentów szkół ponadgimnazjalnych: zasadniczych szkół zawodowych, techników i szkół policealnych. Przeprowadzany jest również wśród osób, które ukończyły kwalifikacyjny kurs zawodowy lub jako egzamin eksternistyczny dla osób, które co najmniej dwa lata kształciły się lub pracowały w zawodzie, w którym wyodrębniono daną kwalifikację. Został wprowadzony w ramach reformy edukacji zapoczątkowanej w 1999 roku. Zastąpił wówczas dotychczasowy egzamin z nauki zawodu i egzamin z przygotowania zawodowego.
Egzamin zawodowy składa się z dwóch etapów: pisemnego oraz praktycznego. Etap pisemny przeprowadzany jest w szkole, którą ukończył zdający. Ma formę testu pisemnego z wykorzystaniem elektronicznego systemu przeprowadzania egzaminu zawodowego.
Dawniej etap pisemny egzaminu zawodowego składał się z dwóch części, podczas których zdający rozwiązywali:
- w części I – zadania sprawdzające wiadomości i umiejętności właściwe dla kwalifikacji w danym zawodzie
- w części II – zadania sprawdzające wiadomości i umiejętności związane z zatrudnieniem i działalnością gospodarczą.

Ta forma egzaminu obowiązywała po raz ostatni w czerwcu 2016 r. dla osób, które po raz ostatni mogły poprawiać ten egzamin w takiej formie.
Etap praktyczny egzaminu przeprowadzany w ośrodku egzaminacyjnym polega na wykonaniu zadania egzaminacyjnego, sprawdzającego praktyczne umiejętności z zakresu kwalifikacji w danym zawodzie.
Podstawą zdania egzaminu jest otrzymanie:

- z etapu pisemnego
  - z części pierwszej – co najmniej 50% punktów możliwych do uzyskania
  - z części drugiej (dawniej) – co najmniej 30% punktów możliwych do uzyskania
- z etapu praktycznego – co najmniej 75% punktów możliwych do uzyskania.

Absolwent, który zdał egzamin otrzymuje dyplom potwierdzający kwalifikacje zawodowe. Na wniosek absolwenta, do dyplomu potwierdzającego kwalifikacje zawodowe dołącza się Europass – Suplement do Dyplomu Potwierdzającego Kwalifikacje Zawodowe.
Obecnie egzamin zawodowy występuje w trzech wersjach:
- Egzamin zawodowy formuła 2012
- Egzamin zawodowy formuła 2017
- Egzamin zawodowy formuła 2019

1 września 2019 r. egzamin potwierdzający kwalifikacje zawodowe został zastąpiony egzaminem zawodowym.